# Арндт Герман Емілійович

Ге́рман Емі́лійович А́рндт (4 листопада 1888, Гомель — ?) — підполковник Армії Української Народної Республіки.
Герман Арндт народився 4 листопада 1888 року у Гомелі (тодішньої Чернігівської губернії). Закінчив 1-й Московський кадетський корпус, Олександрівське військове училище. Останнє звання у російській армії — капітан.
На українській військовій службі з 18 серпня 1918 року. У 1918—1919 рр. — командир Залізничної сотні Армії Української Держави, помічник командира 1-го Залізничного полку Армії Української Держави, начальник зв'язку штабу Залізнично-Технічного корпусу Дієвої армії УНР, командир 1-го Окремого Залізничного куреня Дієвої армії УНР.
У грудні 1919 року був інтернований польською владою у Луцьку. З 23 травня 1920 року — командир технічної сотні 6-го технічного куреня 6-ї Січової стрілецької дивізії Армії УНР.
У 1920-х рр. жив на еміграції у Польщі. Подальша доля невідома.